# Diego de Benavides y de la Cueva
Diego de Benavides y de la Cueva, ochenta conde de Santisteban del Puerto, marques de Solera, španski vojskovodja, diplomat in pisatelj, * 1607, Santisteban del Puerto, † 19. marec 1666, Lima.
Izobražen je bil v jezuitskem Colegio Imperial de Madrid. Sodeloval je v bitkah s Portugalsko in Aragonijo. 
Med 31. decembrom 1661 in 16. marcem 1666 je bil podkralj Peruja.